# Georgi Owtscharow
Georgi Owtscharow (auch Georgi Ovcharov geschrieben, bulgarisch Георги Овчаров; * 20. April 1889 in Silistra, Bulgarien; † 15. Oktober 1953 ebenda) war ein bulgarisch-deutscher Architekt der Zwischenkriegszeit, der vom Neoklassizismus und von der Stuttgarter Schule beeinflusst wurde.

## Leben
Owtscharow wurde in der Donaustadt Silstra 1889 in der Familie von Radi Owtscharow geboren. Sein Vater war Bauingenieur. 1911 begann Owtscharow Architektur an der Technischen Hochschule München bei Paul Bonatz zu studieren. Nach seinem Abschluss ging Owtscharow nach Bulgarien zurück. Er nahm am Ersten Weltkrieg teil und zog nach dessen Ende nach Sofia. 
In der bulgarischen Hauptstadt wurde er Mitglied des einflussreichen Klubs der Intellektuellen. Dort freundete sich mit dem Schriftsteller Elin Pelin an, sowie mit Aleksandar Balabanow, Andrej Nikolow und weiteren. Bald gehörte Owtscharow zum Kreis des bulgarischen Zaren Boris III. Der Zar war auch der Auftraggeber des ersten großen Auftrages für Owtscharow: zwei Wohngebäuden für die Sommerresidenz des Zaren in Euxinograd. 1926 entwarf Owtscharow für den Schriftsteller Sirak Skitnik dessen Haus mit Atelier und das Arbeiterkrankenhaus in Sofia. 

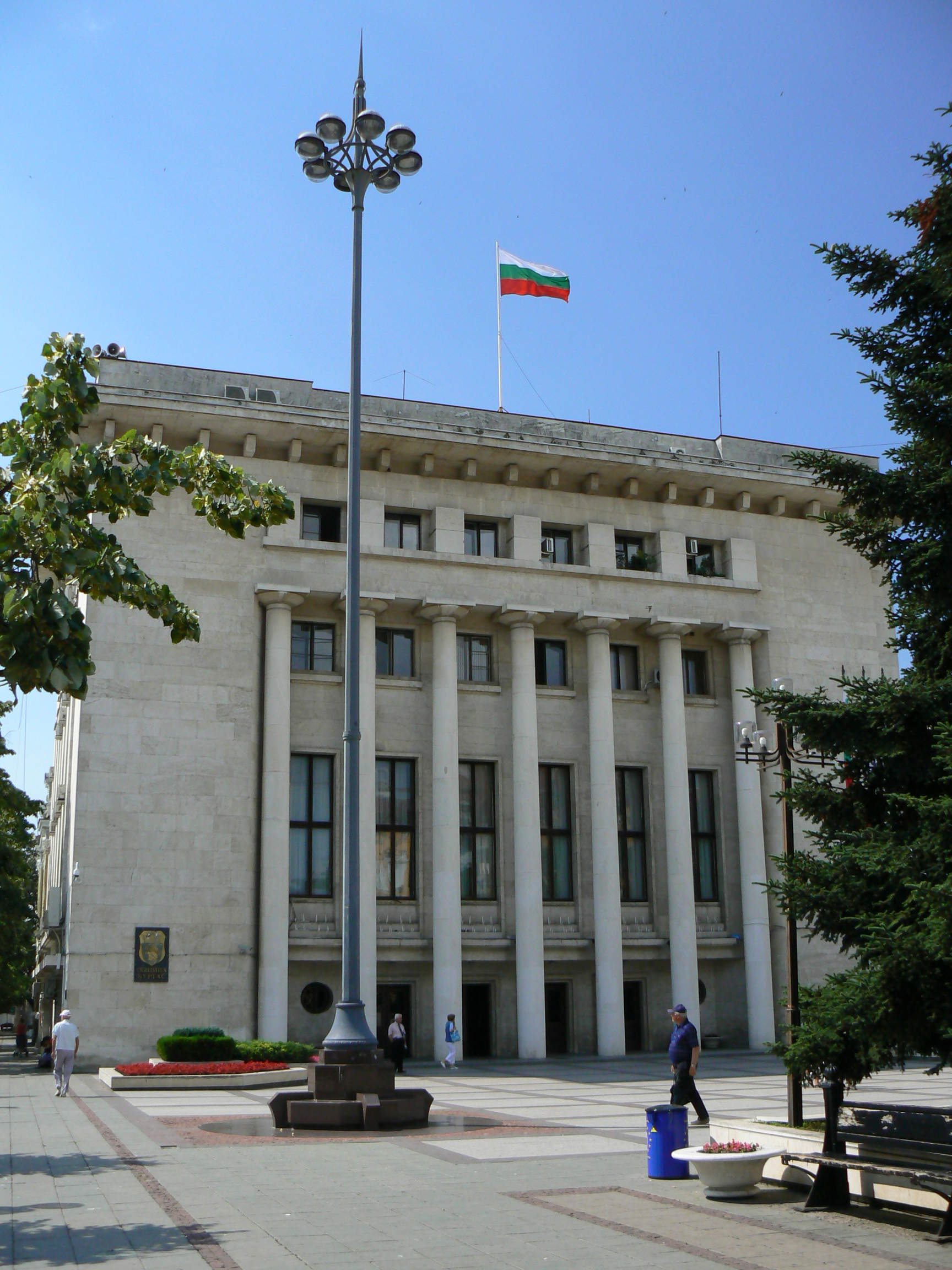
Rathaus in Burgas

1928 nahm Owtscharow an der Ausschreibung für das neue Gebäude der Agrarfakultät der Universität Sofia teil. Den Auftrag konnte sich jedoch der deutsche Architekt Hermann Bucher sichern, welcher Owtscharow mit der Ausführung beauftragte. In den folgenden Jahren war er im ganzen Land tätig. Unter seinen neoklassizistischen Werken dieser Zeit sind das Rathaus (1936) in Burgas und das Gebäude des staatlichen Musiktheaters (1938) in Sofia zu nennen. 
Nach dem Ende des Zweiten Weltkriegs und der Machtübernahme der Kommunisten in Bulgarien wurde ihm den Bau des Georgi-Dimitrow-Mausoleums für den verstorbenen Kommunistenführer Georgi Dimitrow anvertraut. 
Sein letztes Werk war die Giurgiu-Russe-Freundschaftsbrücke, dessen Fertigstellung er nicht mehr erlebte. Georgi Owtscharow starb am 15. Oktober 1953 in seiner Heimatstadt.

## Bekannte Werke
- Wohngebäuden in Euxinograd

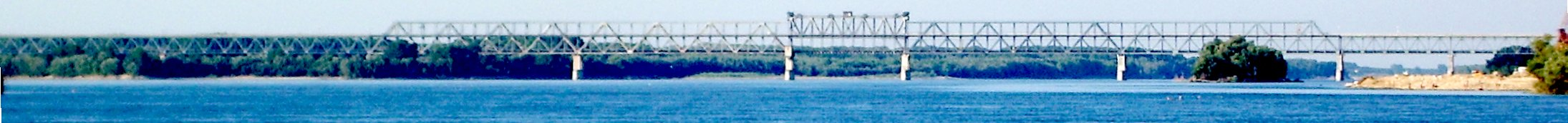
Die Freundschaftsbrücke, von der bulgarischen Seite aus aufgenommen

- Haus mit Atelier des Schriftstellers Sirak Skitnik in Sofia (1926)
- Arbeiterkrankenhaus in Sofia (1926)
- Agrarfakultät der Universität Sofia (1927–1930)
- Innenministerium in Sofia (1936)
- Radhausgebäude in Burgas (1936)
- staatliches Musiktheater in Sofia (1938)
- Arbeitsamt in Plowdiw (1938)
- Militärverlag in Sofia (1940–1944)
- Georgi-Dimitrow-Mausoleum (1949)
- Giurgiu-Russe-Freundschaftsbrücke (1953)